# Halerpestes tricuspis
Halerpestes tricuspis (Maxim.) Hand.-Mazz. – gatunek rośliny z rodziny jaskrowatych (Ranunculaceae Juss.). Występuje naturalnie w północnych częściach Pakistanu i Indii, w Nepalu, Bhutanie, Mongolii oraz Chinach (w południowo-zachodniej części Gansu, w Ningxia, Qinghai, zachodnim Syczuanie, południowym Sinciang oraz w Tybecie). 

## Morfologia
PokrójBylina rozłogowa o lekko owłosionych pędach. Dorasta do 7–35 cm wysokości.
LiścieSą trójsieczne, potrójnie klapowane, potrójnie wrębne lub proste. W zarysie mają pięciokątny, romboidalny, eliptyczny bądź liniowy kształt. Mierzą 0,5–2,5 cm długości oraz 0,5–2,5 cm szerokości. Nasada liścia jest klinowa. Ogonek liściowy jest nagi i ma 1–6,5 cm długości.
KwiatySą pojedyncze. Pojawiają się na szczytach pędów. Mają żółtą barwę. Dorastają do 7–12 mm średnicy. Mają 4 lub 5 owalnych lub eliptycznych działek kielicha, które dorastają do 5 mm długości. Mają 5 lub 6 odwrotnie owalnych lub podłużnych płatków o długości 5–7 mm.
OwoceNagie niełupki o odwrotnie owalnym kształcie i długości 1–2 mm. Tworzą owoc zbiorowy – wieloniełupkę o kulistym kształcie i 3–6 mm długości.

## Biologia i ekologia
Rośnie na podmokłych łąkach, bagnach oraz brzegach rzek. Występuje na wysokości od 1700 do 5100 m n.p.m. Kwitnie od lipca do września.